# Profesionalen Futbolen Klub CSKA
Il Profesionalen Futbolen Klub CSKA (in bulgaro Професионален Футболен Клуб ЦСКА?), noto semplicemente come CSKA Sofia, è una squadra di calcio bulgara con sede nella città di Sofia. Fa storicamente parte della polisportiva OSK CSKA Sofia che, tra l'altro, comprende il CSKA Sofia (uomini) e il CSKA Sofia (donne), squadre di pallavolo maschile e femminile, e il PBK CSKA Sofia, squadra di pallacanestro.
Il PFK CSKA Sofia gioca le partite casalinghe allo Stadio dell'Esercito bulgaro di Sofia (22 015 posti) e milita nella Părva liga, la massima serie del campionato bulgaro di calcio.
Nel suo palmarès può vantare la vittoria di 31 campionati bulgari, 21 Coppe di Bulgaria e 4 Supercoppe di Bulgaria. A livello internazionale i massimi risultati sono stati due semifinali nella Coppa dei Campioni ed un'altra in Coppa delle Coppe.

## Storia
Il club nasce ufficialmente il 5 maggio 1948 col nome di Septemvri pri CDV dall'unione del Septemvri Sofia con la Centralnia Dom na Voiskata.
Le lontane origini risalgono al 28 ottobre 1923 quando dalla fusione delle società calcistiche Atletik Sofija e Slava Sofija, sotto il patrocinio del ministero della guerra, venne creata la società AS-23, abbreviazione di Sporten Klub Atletik Slava 1923, vincitrice di un campionato nel 1931 allora denominato "Dăržavno părvenstvo po futbol" (Coppa di Stato di Calcio), e di una Coppa dello Zar nel 1941.
La squadra giocava le sue partite casalinghe all'Atletik Park, ultimato nel 1938 che sorgeva dove attualmente si trova lo stadio Bǎlgarska Armija.
Il 9 novembre 1944 dalla fusione tra l'AS-23 con lo Šipka Pobeda e lo Spartak Poduene venne costituito lo Čavdar Sofia, che nel febbraio 1948 divenne Centralnia Dom na Voiskata (Casa Centrale dell'esercito) conosciuta con l'acronimo CDV, e con la fusione del maggio 1948 diede vita al "Septemvri pri CDV", squadra che giocò la sua prima partita il 19 maggio 1948, contro lo Slavia Sofia pareggiando 1-1. Nello stesso anno vinse il suo primo campionato battendo nella finale gli eterni rivali del Levski Sofia, in quella che fu l'ultima edizione del campionato bulgaro con la denominazione di "Severobulgarska".
Con la riforma dei campionati, la nuova denominazione del campionato bulgaro nella stagione 1948-49 divenne "Republikanska futbolna divizija" (Divisione Calcio Repubblicana) con l'introduzione del girone unico nazionale formato da 10 squadre. In quel campionato il Septemvri Sofija venne separato dal CDV, che ereditò il titolo sportivo del Septemvri pri CDV.
Nel 1950 il campionato bulgaro cambiò denominazione in "A Republikanska futbolna grupa" e nello stesso anno anche il Septemvri pri CDV cambiò nome in Narodna Vojska (Esercito Popolare) per poi ricambiarlo in Centralen Dom na Narodnata Voiska (Casa Centrale dell'Esercito Popolare), abbreviato con l'acronimo CDNV, nel 1951.
Negli anni cinquanta la squadra vinse 9 titoli nazionali e 3 Coppe di Bulgaria, vincendo entrambi nel 1951, nel 1954 e nel 1955. Nel 1953 la squadra cambiò la sua denominazione in Otbor na Sofijskija Garnizon (Squadra della Guarnigione de Sofía), che venne nuovamente cambiata nel 1954 in Centralen Dom na Narodnata Armija (Casa Centrale dell'Armata Popolare), abbreviato in CDNA, denominazione che mantenne fino al 1962.
La squadra fece il suo esordio nelle competizioni europee nel 1956 partecipando alla Coppa dei Campioni e sconfiggendo agli ottavi di finale la Dinamo Bucarest, ma nel turno successivo fu eliminata dalla Stella Rossa. Partecipò consecutivamente ad altre tre manifestazioni continentali per club, tutte concluse senza passare il turno.
Negli anni sessanta il CDNA continuò la scia di vittorie del decennio precedente, vincendo 4 campionati e 3 Coppe. In ambito europeo partecipa alla Coppa dei Campioni nel 1960-61, dove eliminò nel primo turno la Juventus, ribaltando con un 4-1 casalingo il 2-0 subito nell'andata a Torino, e nel 1961-62, fermandosi al primo turno.
A seguito della fusione con la società DSO (Dobrovolna Sportna Organizacija) Červeno Zname (Organizzazione Sportiva Volontaria Bandiera Rossa), nel 1962, la denominazione venne cambiata in Centralen Sporten Klub na Armijata Červeno Zname (Club Sportivo Centrale Bandiera Rossa dell'Esercito), abbreviato in CSKA Červeno Zname.
Nella Coppa dei Campioni 1966-1967 il CSKA compie il suo massimo cammino in una competizione europea raggiungendo le semifinali, dove venne eliminato dall'Inter. La squadra italiana vinse 1-0 la partita di spareggio, dopo che entrambe le partite si erano concluse sull'1-1. Verso la fine del decennio venne ingaggiato Petăr Žekov, scarpa d'oro nel 1969 e capocannoniere del campionato per quattro volte con il CSKA.
Nel 1968 il CSKA si fuse dopo diciannove anni di nuovo con il Septemvri Sofija, che nel 1960 riuscì a vincere una Coppa di Bulgaria, cambiando la denominazione in CSKA Septemvrijsko Zname (CSKA Bandiera di Settembre), unione che sarebbe durata fino al 1988, anno in cui il Septemvri Sofija tornò ad essere definitivamente indipendente.

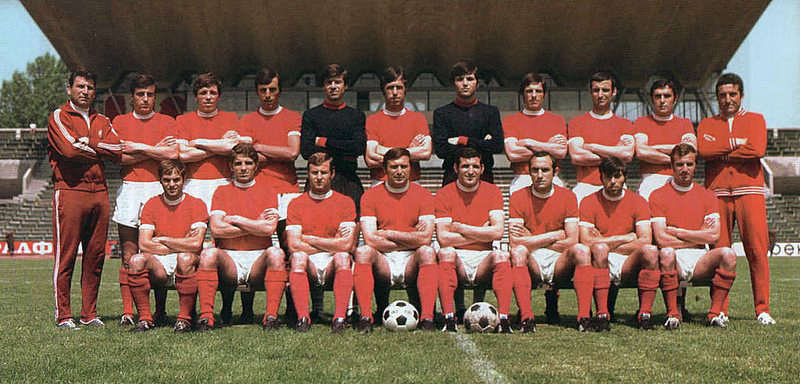
Il CSKA nel 1973

All'inizio degli anni settanta il CSKA vince 3 titoli consecutivi tra il 1971 e il 1973. Nel 1973 partecipa alla Coppa dei Campioni dove viene eliminato dai futuri campioni del Bayern Monaco nei quarti, ma nel turno precedente riesce ad eliminare l'Ajax, squadra che aveva vinto consecutivamente le ultime tre edizioni.
Gli anni ottanta si aprono con altri quattro campionati vinti consecutivamente. In Coppa dei Campioni il club elimina al primo turno dell'edizione 1980-81 i campioni in carica del Nottingham Forest, per poi essere eliminato solo nei quarti di finale dai futuri vincitori della manifestazione, il Liverpool, che nella stagione successiva ritrovano i bulgari ai quarti e vengono eliminati, prima che il CSKA esca sconfitto dalla semifinale contro il Bayern Monaco.

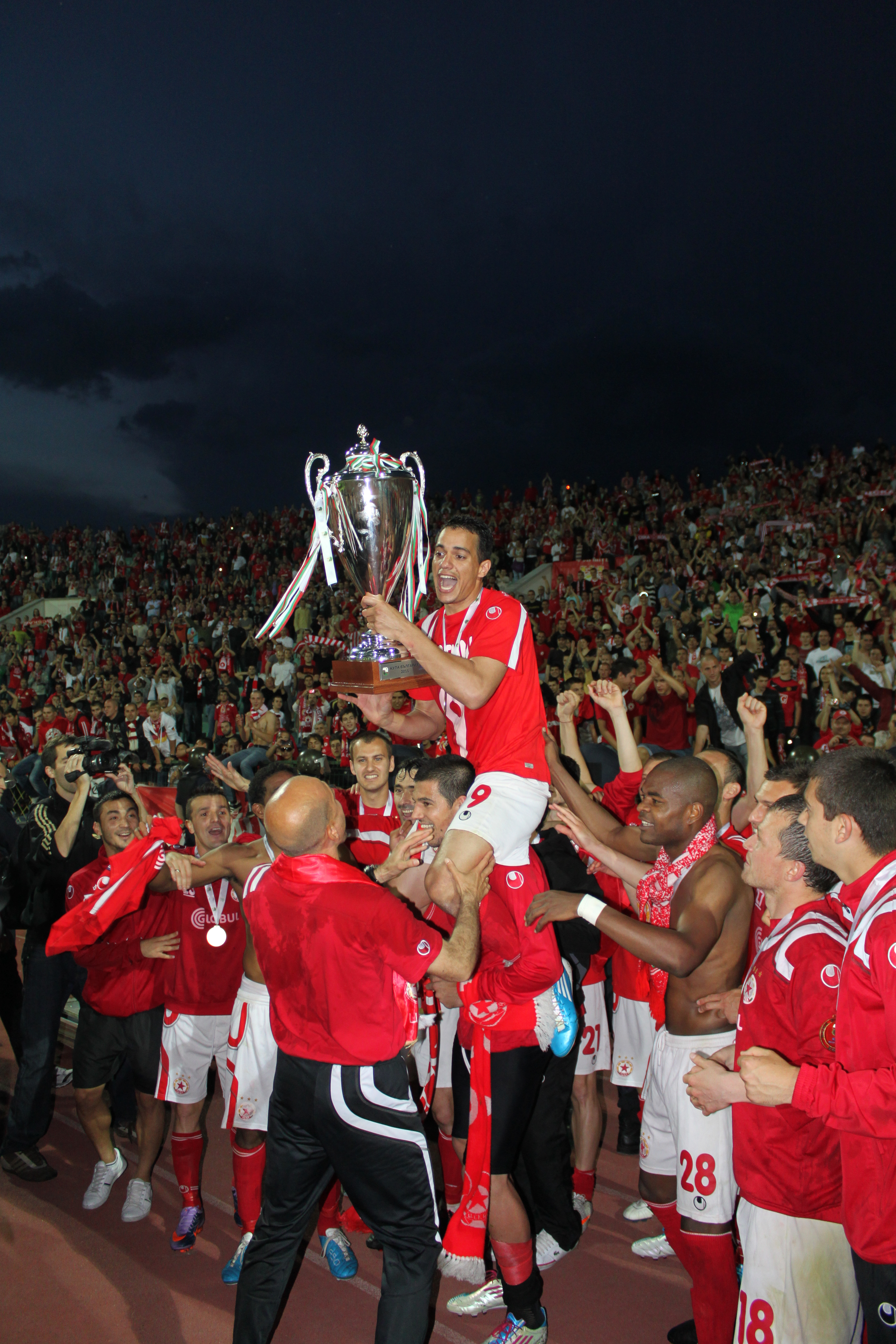
Il CSKA con la Coppa di Bulgaria vinta nel 2010-2011

Il 18 giugno 1985 la finale della Coppa di Bulgaria tra il CSKA Sofia e i rivali del Levski Sofia finisce in rissa e le due squadre vengono espulse dal campionato e sciolte. Il CSKA Sofia viene rifondato con il nome di CFKA Sredec e riammesso al campionato. Nell'edizione 1988-1989 della Coppa delle Coppe raggiunge la semifinale, dove viene eliminato dai futuri campioni del Barcellona. In campionato si aggiudica il venticinquesimo titolo bulgaro. Nella stagione 1989-1990 la squadra riprende la denominazione di CSKA, confermando il titolo vinto la stagione precedente. Nello stesso anno vince la prima edizione della Supercoppa di Bulgaria.
Negli anni novanta il CSKA si aggiudica per altre due volte il campionato, nel 1991-1992 e nel 1996-1997, e per tre volte la Coppe di Bulgaria, nel 1992-1993, nel 1996-1997 e nel 1998-1999.
Nella stagione 2002-2003 il CSKA vince il ventinovesimo titolo e nella stagione 2004-2005 il trentesimo. Nel dicembre 2006 la squadra viene acquistata da Lakshmi Mittal, magnate indiano leader mondiale dell'industria dell'acciaio, e uno dei suoi figli, Pramod Mittal, ne diventa presidente. Nella stagione 2007-2008 la squadra vince il campionato, ma viene esclusa dalla UEFA Champions League a causa dei debiti contratti con lo stato e con le banche. Nelle edizioni di Europa League 2009-2010 e 2010-2011 la squadra si qualifica alla fase a gironi, ma in entrambe le edizioni conclude il girone in ultima posizione, venendo eliminato. Nella stagione 2010-2011 vince per la diciannovesima volta la Coppa di Bulgaria e successivamente mette in bacheca per la quarta volta Supercoppa di Bulgaria.

### Rifondazione
A causa dei debiti con il fisco bulgaro, al termine della stagione 2014-2015 la società fallisce e viene retrocessa nella terza divisione nazionale. Nella stagione 2015-2016 chiude al primo posto il girone sud-ovest della terza divisione, con 31 vittorie e un pareggio in 32 partite, e viene promosso. Tramite un'ardita operazione finanziaria, in estate acquisisce la struttura societaria del Liteks Loveč, club a sua volta con problemi disciplinari, nel quale trasferisce la propria azienda sportiva, mentre il vecchio asset societario del CSKA viene sganciato in una bad company avviata al fallimento. Tutta questa operazione avviene sotto l'attenzione della federcalcio bulgara, che a sua volta scioglie la vecchia Lega calcio sostituita dalla Părva Profesionalna Futbolna Liga, cui il nuovo CSKA viene affiliato con una wild card, riportandolo così già nel massimo campionato. Nella stagione 2017-2018 il club termina secondo in campionato alle spalle del Ludogorec. Dalla Coppa di Bulgaria, dopo aver eliminato il Ludogorec, esce in semifinale contro i rivali del Levski Sofia.

## Cronologia dei nomi
- Septemvri pri CDV dal 1947 al 1949.
- Narodna Vojska nel 1950.
- CDNV dal 1951 al 1952.
- Otbor na Sofijskija Garnizon nel 1953.
- CDNA dal 1954 al 1962.
- CSKA Červeno Zname dal 1962 al 1968.
- CSKA Septemvrijsko Zname dal 1968 al 1985.
- CFKA Sredec dal 1985 al 1989
- CSKA dal 1989.

## Colori e simboli

### Divisa
- Casa: maglia rossa, calzoncini rossi, calzettoni rossi.
- Trasferta: maglia bianca, calzoncini bianchi, calzettoni bianchi.
- Terza divisa: maglia nera, calzoncini neri, calzettoni neri.

### Simboli

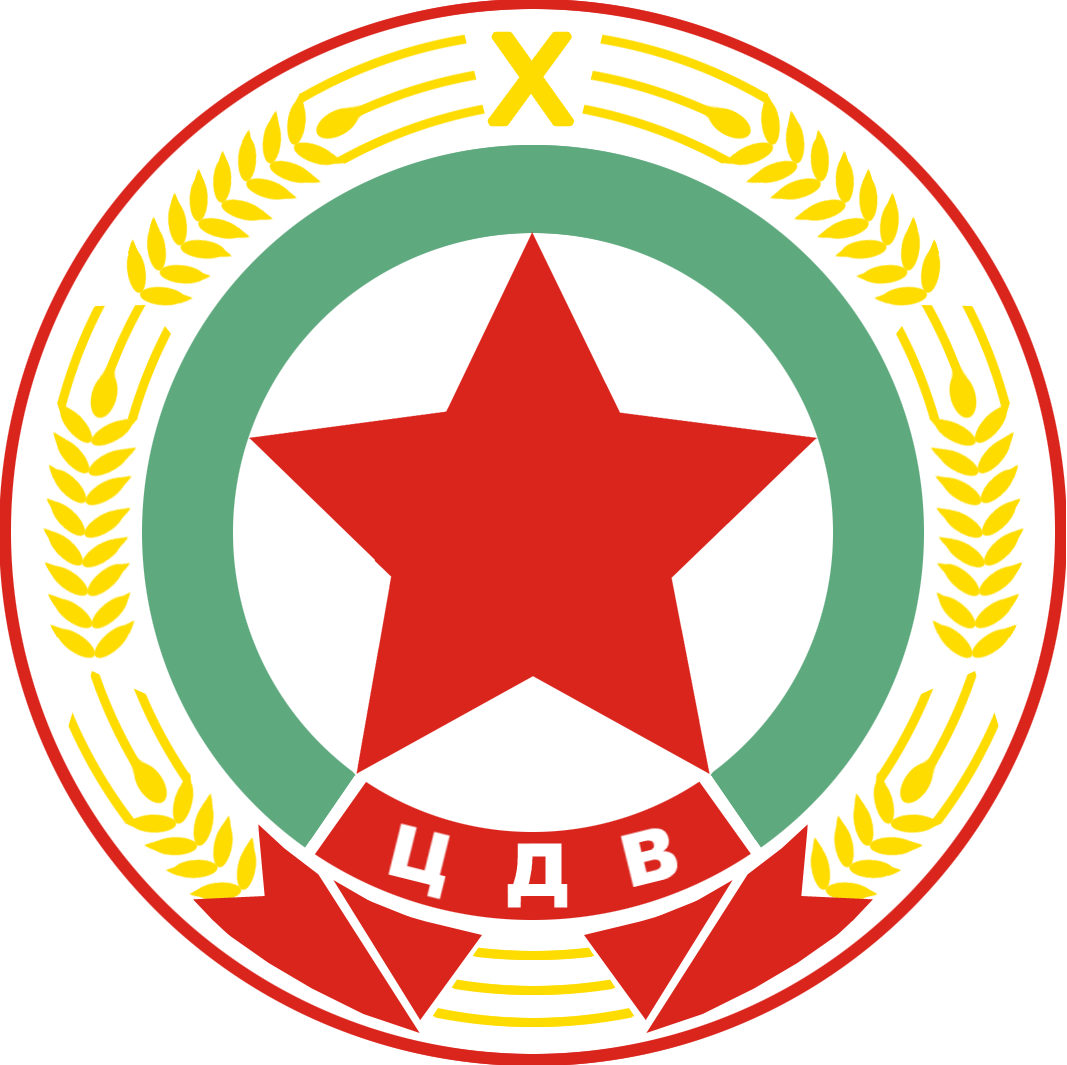
Stemma del Septemvri pri CDV
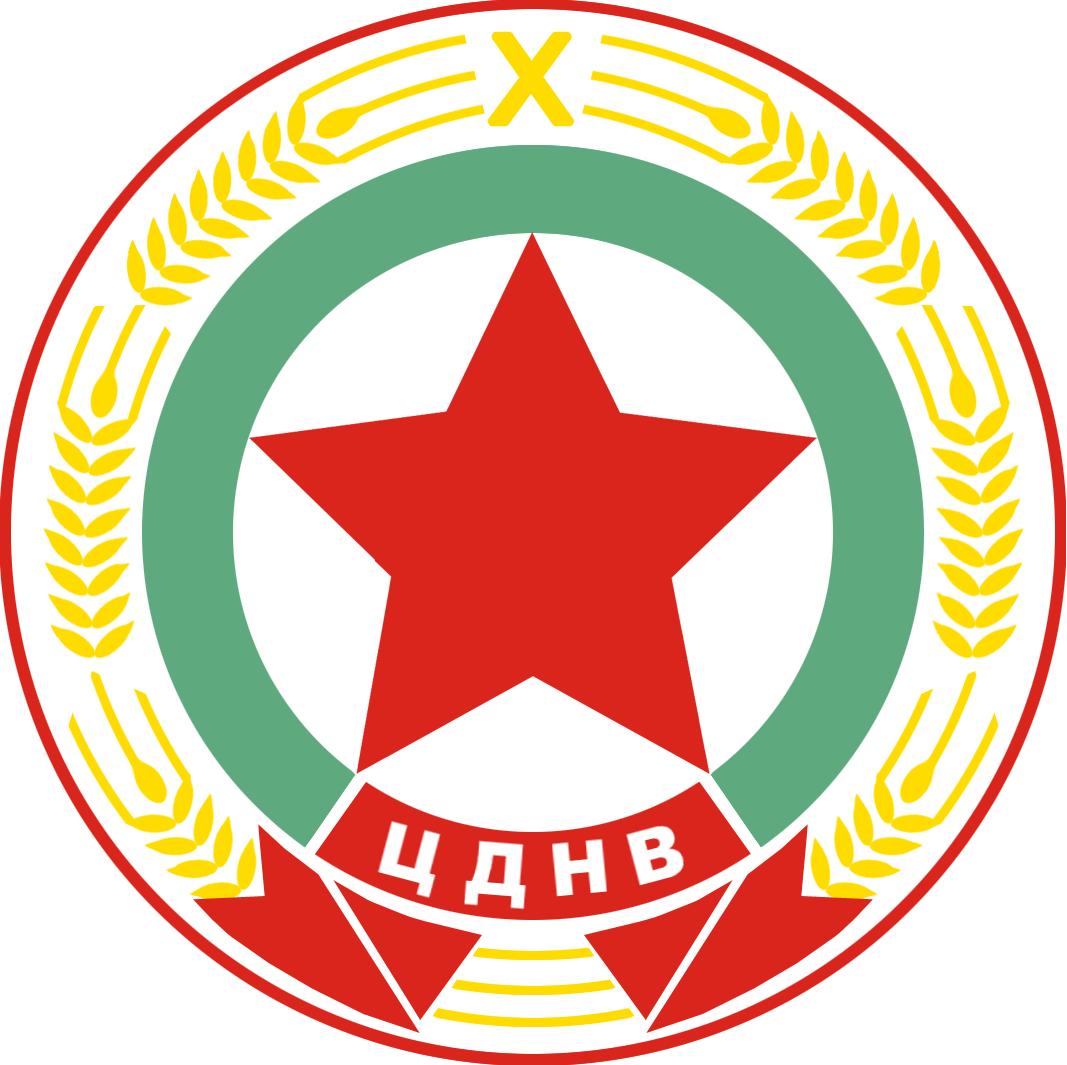
Stemma del CDNV e dell'Otbor na Sofijskija Garnizon
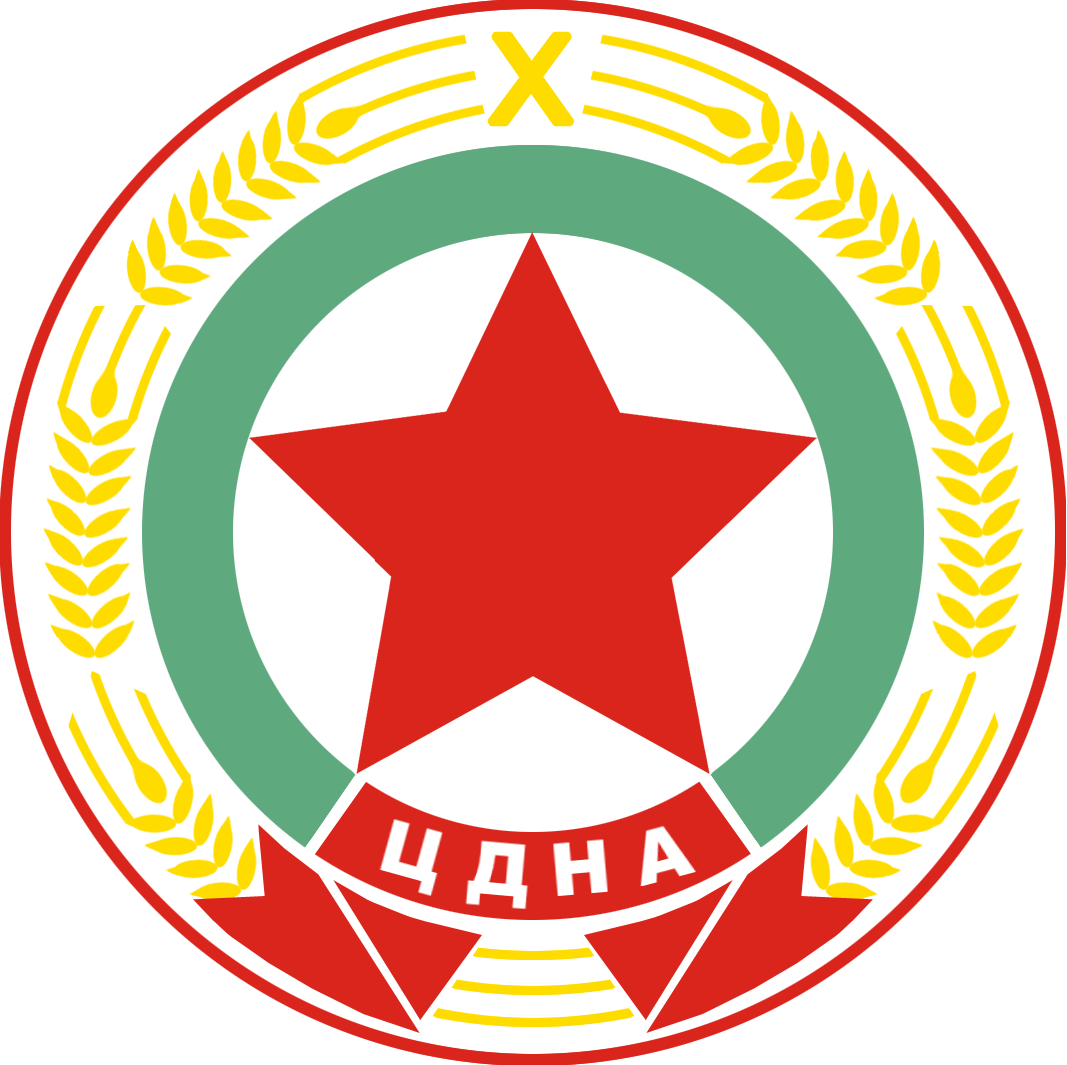
Stemma del CDNA
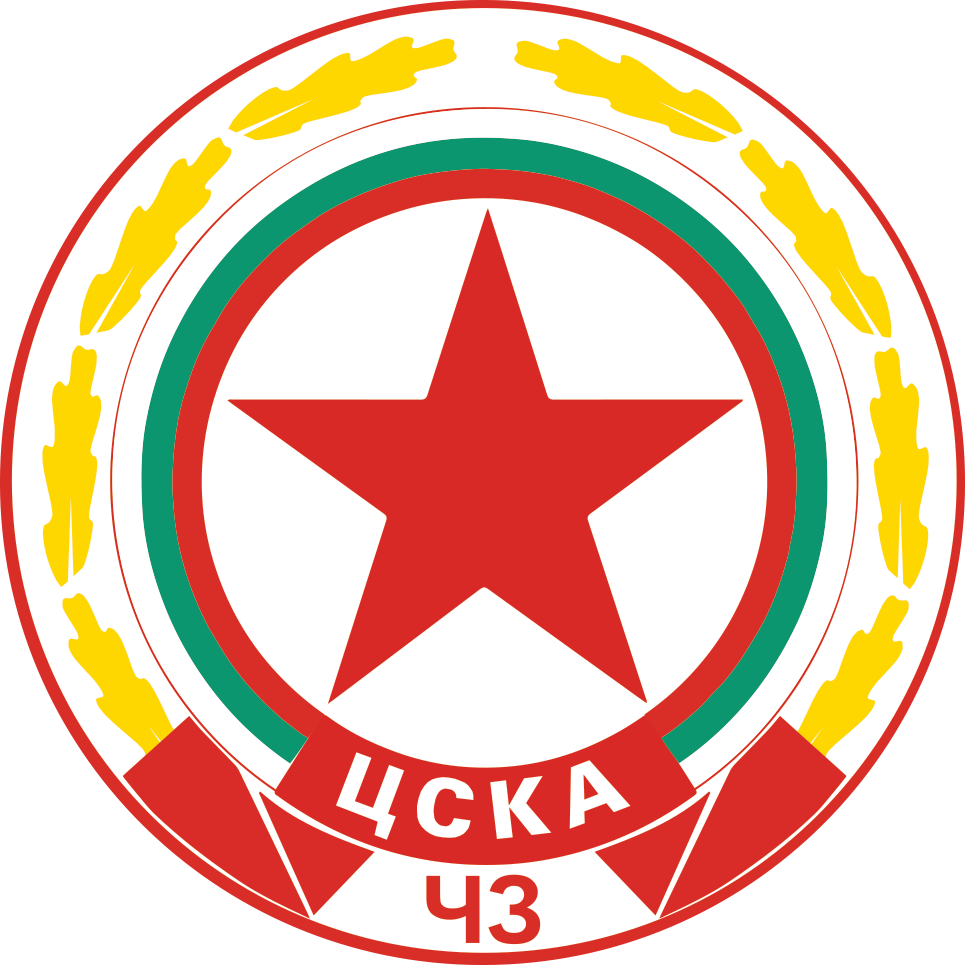
Stemma del CSKA Červeno Zname
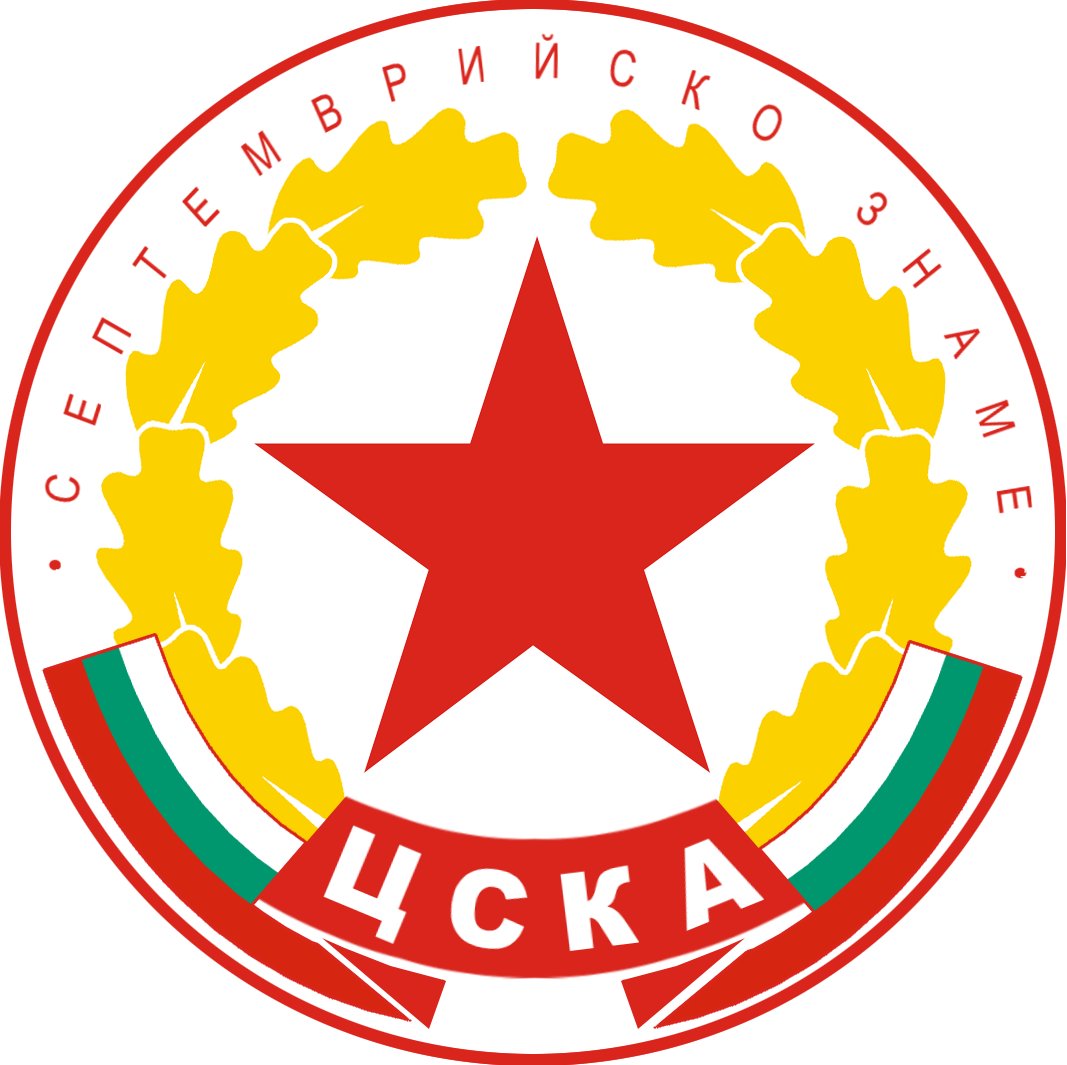
Stemma del CSKA Septemvrijsko Zname
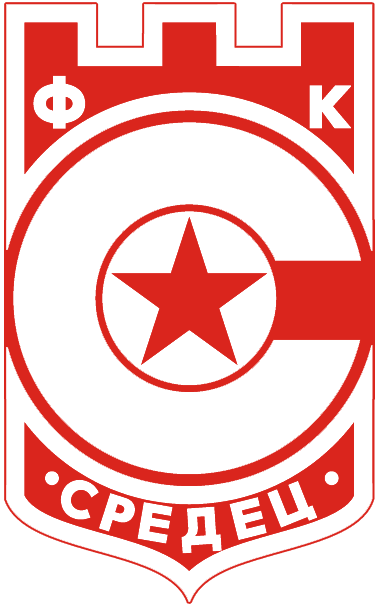
Stemma del CFKA Sredec

## Società
Di seguito gli sponsor tecnici e ufficiali che si sono legati alla società.

### Sponsor

#### Sponsor tecnici
- metà anni '70-1982: Adidas
- 1982-1985: Puma
- 1985-1991: Adidas
- 1991-1992 Abm Pro (prima parte della stagione):
- 1991-1992 Umbro (seconda parte della stagione)
- 1992-1993: Erreà
- 1993-1995: Lotto
- 1995-2000: Puma
- 1999-2000 Nike (seconda parte della stagione)
- 2000-2003: Lotto
- 2003-2004: Asics
- 2004-2011: Uhlsport
- 2011-2012: Kappa
- 2012-2015: Lega
- 2016-2020: Adidas
- 2021-: Macron

#### Sponsor ufficiali
- 1948-1990: Nessuno sponsor
- 1990-1996: Sintofarm
- 1996-1999: Multigroup
- 1999-2005 Nessuno sponsor (campionato bulgaro)
- 2001-2002 Sintofarm (Coppa UEFA)
- 2003-2004 Transimpex (Champions League, Coppa UEFA)
- 2005-2008: Vivatel

## Giocatori

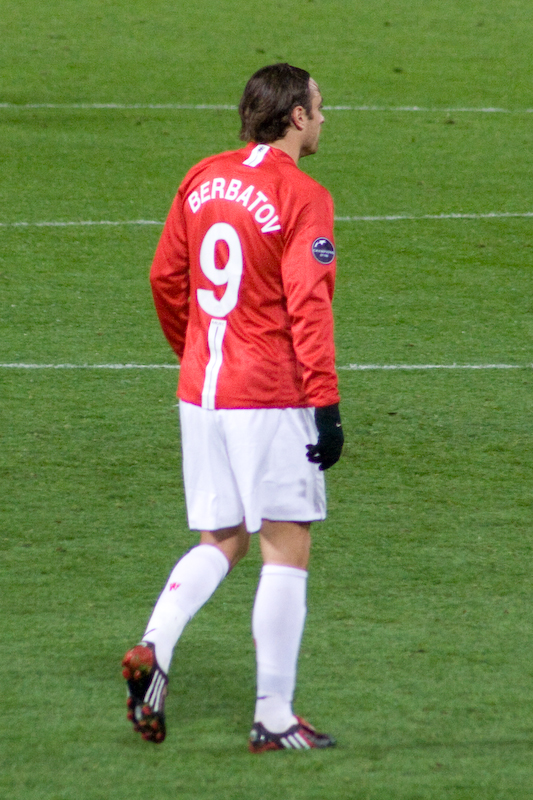
Dimitar Berbatov con la Maglia del Manchester United

Diversi campioni hanno vestito in passato la maglia del CSKA Sofia. I più celebri sono stati Dimitar Berbatov e Hristo Stoichkov. 

## Allenatori
| Nome                        | Naz                             | dal              | al               | Vittorie                                            |
| --------------------------- | ------------------------------- | ---------------- | ---------------- | --------------------------------------------------- |
| Hristo Janev                | Bulgaria (bandiera)             | 26 giugno 2015   | 21 agosto 2016   | 1 Coppa di Bulgaria 1 campionato di terza divisione |
| Edward Iordănescu           | Romania (bandiera)              | 24 agosto 2016   | 27 novembre 2016 | –                                                   |
| Stamen Belčev               | Bulgaria (bandiera)             | 28 novembre 2016 | 1º maggio 2018   | –                                                   |
| Hristo Janev (caretaker)    | Bulgaria (bandiera)             | 1 maggio 2018    | 20 maggio 2018   | –                                                   |
| Nestor El Maestro           | Serbia (bandiera)               | 6 giugno 2018    | 7 febbraio 2019  | –                                                   |
| Ljuboslav Penev             | Bulgaria (bandiera)             | 8 febbraio 2019  | 3 maggio 2019    | –                                                   |
| Dobromir Mitov              | Bulgaria (bandiera)             | 3 maggio 2019    | 21 luglio 2019   | –                                                   |
| Ljupko Petrović             | Serbia (bandiera)               | 21 luglio 2019   | 2 ottobre 2019   | –                                                   |
| Dobromir Mitov (ad interim) | Bulgaria (bandiera)             | 2 ottobre 2019   | 7 ottobre 2019   | –                                                   |
| Miloš Kruščić               | Serbia (bandiera)               | 7 ottobre 2019   | 2 luglio 2020    | –                                                   |
| Stamen Belčev               | Bulgaria (bandiera)             | 2 luglio 2020    | 25 ottobre 2020  | –                                                   |
| Daniel Morales (ad interim) | Brasile (bandiera)              | 26 ottobre 2020  | 11 novembre 2020 | –                                                   |
| Bruno Akrapović             | Bosnia ed Erzegovina (bandiera) | 11 novembre 2020 | 28 marzo 2021    | –                                                   |
| Lyuboslav Penev             | Bulgaria (bandiera)             | 28 marzo 2021    | 26 luglio 2021   | 1 Coppa di Bulgaria                                 |
| Stoycho Mladenov            | Bulgaria (bandiera)             | 26 luglio 2021   |                  |                                                     |

## Palmarès

### Competizioni nazionali
- Campionato bulgaro: 31  (record)

1948, 1951, 1952, 1954, 1955, 1956, 1957, 1958, 1958-1959, 1959-1960, 1960-1961, 1961-1962, 1965-1966, 1968-1969, 1970-1971, 1971-1972, 1972-1973, 1974-1975, 1975-1976, 1979-1980, 1980-1981, 1981-1982, 1982-1983, 1986-1987, 1988-1989, 1989-1990, 1991-1992, 1996-1997, 2002-2003, 2004-2005, 2007-2008
- Coppa di Bulgaria: 21

1951, 1954, 1955, 1960-1961, 1964-1965, 1968-1969, 1971-1972, 1972-1973, 1973-1974, 1982-1983, 1984-1985, 1986-1987, 1987-1988, 1988-1989, 1992-1993, 1996-1997, 1998-1999, 2005-2006, 2010-2011, 2015-2016, 2020-2021
- Supercoppa di Bulgaria: 4

1989, 2006, 2008, 2011
- V Amat'orska Futbolna Grupa: 1

2015-2016

### Altri piazzamenti
- Campionato bulgaro:

Secondo posto: 1948-1949, 1953, 1967-1968, 1969-1970, 1973-1974, 1976-1977, 1977-1978, 1978-1979, 1983-1984, 1990-1991, 1992-1993, 1993-1994, 1999-2000, 2000-2001, 2005-2006, 2006-2007, 2008-2009, 2009-2010, 2011-2012, 2013-2014, 2016-2017, 2017-2018, 2018-2019, 2019-2020, 2021-2022, 2022-2023, 2023-2024
Terzo posto: 1962-1963, 1984-1985, 1997-1998, 2001-2002, 2003-2004, 2010-2011, 2012-2013, 2020-2021
- Coppa di Bulgaria:

Finalista: 1949, 1950, 1966, 1970, 1976, 1978, 1985-1986, 1989-1990, 1997-1998, 2001-2002, 2003-2004, 2004-2005, 2019-2020, 2021-2022, 2022-2023, 2024-2025
Semifinalista: 1953, 1956, 1957, 1974-1975, 1978-1979, 1981-1982, 1983-1984, 1995-1996, 2002-2003, 2017-2018, 2018-2019, 2023-2024
- Supercoppa di Bulgaria:

Finalista: 2005, 2021
- Coppa dei Campioni:

Semifinalista: 1966-1967, 1981-1982
- Coppa delle Coppe:

Semifinalista: 1988-1989
- Coppa Intertoto Ernst Thommen:

Semifinalista: 1980

## Organico

### Rosa 2024-2025
Aggiornata al 10 settembre 2024.
| N. |                        | Ruolo | Calciatore       |
| -- | ---------------------- | ----- | ---------------- |
| 1  | Brasile (bandiera)     | P     | Gustavo Busatto  |
| 2  | Paesi Bassi (bandiera) | D     | Jurgen Mattheij  |
| 3  | Gambia (bandiera)      | D     | Sainey Sanyang   |
| 4  | Paesi Bassi (bandiera) | D     | Menno Koch       |
| 5  | Argentina (bandiera)   | C     | Federico Varela  |
| 6  | Bulgaria (bandiera)    | D     | Hristiyan Petrov |
| 7  | Francia (bandiera)     | C     | Yohan Baï        |
| 8  | Irlanda (bandiera)     | A     | Graham Carey     |
| 9  | Haiti (bandiera)       | A     | Duckens Nazon    |
| 10 | Bulgaria (bandiera)    | A     | Georgi Jomov     |
| 11 | Guadalupa (bandiera)   | A     | Matthias Phaeton |
| 12 | Bulgaria (bandiera)    | P     | Aleks Božev      |
| 14 | Bulgaria (bandiera)    | A     | Kalojan Krăstev  |

| N. |                        | Ruolo | Calciatore             |
| -- | ---------------------- | ----- | ---------------------- |
| 15 | Francia (bandiera)     | D     | Thibaut Vion           |
| 16 | Bulgaria (bandiera)    | D     | Asen Dončev            |
| 17 | Ghana (bandiera)       | A     | Bismark Charles        |
| 18 | Lussemburgo (bandiera) | D     | Mica Pinto             |
| 19 | Bulgaria (bandiera)    | D     | Ivan Turicov           |
| 21 | Bielorussia (bandiera) | P     | Fëdar Lapavuchaŭ       |
| 23 | Bulgaria (bandiera)    | A     | Ahmed Ahmedov          |
| 24 | Croazia (bandiera)     | C     | Karlo Muhar            |
| 25 | Bulgaria (bandiera)    | P     | Dimităr Evtimov        |
| 28 | Bulgaria (bandiera)    | D     | Plamen Gălăbov         |
| 29 | Finlandia (bandiera)   | D     | Thomas Lam             |
| 30 | Paesi Bassi (bandiera) | A     | Yanic Wildschut        |
|    | Colombia (bandiera)    | C     | Danilo Moreno Asprilla |

### Rosa 2023-2024
Aggiornata al 30 novembre 2023.
| N. |                        | Ruolo | Calciatore       |
| -- | ---------------------- | ----- | ---------------- |
| 1  | Brasile (bandiera)     | P     | Gustavo Busatto  |
| 2  | Paesi Bassi (bandiera) | D     | Jurgen Mattheij  |
| 3  | Brasile (bandiera)     | D     | Geferson         |
| 4  | Paesi Bassi (bandiera) | D     | Menno Koch       |
| 5  | Argentina (bandiera)   | C     | Federico Varela  |
| 6  | Bulgaria (bandiera)    | D     | Hristiyan Petrov |
| 7  | Francia (bandiera)     | C     | Yohan Baï        |
| 8  | Irlanda (bandiera)     | A     | Graham Carey     |
| 9  | Haiti (bandiera)       | A     | Duckens Nazon    |
| 10 | Bulgaria (bandiera)    | A     | Georgi Jomov     |
| 11 | Guadalupa (bandiera)   | A     | Matthias Phaeton |
| 12 | Bulgaria (bandiera)    | P     | Aleks Božev      |
| 14 | Bulgaria (bandiera)    | A     | Kalojan Krăstev  |

| N. |                               | Ruolo | Calciatore             |
| -- | ----------------------------- | ----- | ---------------------- |
| 15 | Francia (bandiera)            | D     | Thibaut Vion           |
| 16 | Bulgaria (bandiera)           | D     | Asen Dončev            |
| 17 | Ghana (bandiera)              | A     | Bismark Charles        |
| 18 | Rep. del Congo (bandiera)     | D     | Bradley Mazikou        |
| 19 | Bulgaria (bandiera)           | D     | Ivan Turicov           |
| 21 | Rep. Centrafricana (bandiera) | C     | Amos Youga             |
| 23 | Bulgaria (bandiera)           | A     | Ahmed Ahmedov          |
| 24 | Croazia (bandiera)            | C     | Karlo Muhar            |
| 25 | Bulgaria (bandiera)           | P     | Dimităr Evtimov        |
| 28 | Bulgaria (bandiera)           | D     | Plamen Gălăbov         |
| 29 | Finlandia (bandiera)          | D     | Thomas Lam             |
| 30 | Paesi Bassi (bandiera)        | A     | Yanic Wildschut        |
|    | Colombia (bandiera)           | C     | Danilo Moreno Asprilla |

### Rosa 2022-2023
Aggiornata al 4 febbraio 2023.
| N. |                                 | Ruolo | Calciatore       |
| -- | ------------------------------- | ----- | ---------------- |
| 1  | Brasile (bandiera)              | P     | Gustavo Busatto  |
| 2  | Paesi Bassi (bandiera)          | D     | Jurgen Mattheij  |
| 3  | Brasile (bandiera)              | D     | Geferson         |
| 4  | Paesi Bassi (bandiera)          | D     | Menno Koch       |
| 5  | Argentina (bandiera)            | C     | Federico Varela  |
| 6  | Bulgaria (bandiera)             | D     | Hristiyan Petrov |
| 7  | Francia (bandiera)              | C     | Yohan Baï        |
| 8  | Irlanda (bandiera)              | A     | Graham Carey     |
| 9  | Haiti (bandiera)                | A     | Duckens Nazon    |
| 10 | Bulgaria (bandiera)             | A     | Georgi Jomov     |
| 11 | Bosnia ed Erzegovina (bandiera) | A     | Hamza Čataković  |
| 12 | Bulgaria (bandiera)             | P     | Aleks Božev      |
| 14 | Bulgaria (bandiera)             | A     | Kalojan Krăstev  |

| N. |                               | Ruolo | Calciatore             |
| -- | ----------------------------- | ----- | ---------------------- |
| 15 | Francia (bandiera)            | D     | Thibaut Vion           |
| 16 | Bulgaria (bandiera)           | D     | Asen Dončev            |
| 17 | Ghana (bandiera)              | A     | Bismark Charles        |
| 18 | Rep. del Congo (bandiera)     | D     | Bradley Mazikou        |
| 19 | Bulgaria (bandiera)           | D     | Ivan Turicov           |
| 21 | Rep. Centrafricana (bandiera) | C     | Amos Youga             |
| 23 | Bulgaria (bandiera)           | A     | Ahmed Ahmedov          |
| 24 | Croazia (bandiera)            | C     | Karlo Muhar            |
| 25 | Bulgaria (bandiera)           | P     | Dimităr Evtimov        |
| 28 | Bulgaria (bandiera)           | D     | Plamen Gălăbov         |
| 29 | Finlandia (bandiera)          | D     | Thomas Lam             |
| 30 | Paesi Bassi (bandiera)        | A     | Yanic Wildschut        |
|    | Colombia (bandiera)           | C     | Danilo Moreno Asprilla |

### Rosa 2021-2022
Aggiornata al 16 settembre 2021.
| N. |                                 | Ruolo | Calciatore      |
| -- | ------------------------------- | ----- | --------------- |
| 1  | Brasile (bandiera)              | P     | Gustavo Busatto |
| 2  | Paesi Bassi (bandiera)          | D     | Jurgen Mattheij |
| 3  | Brasile (bandiera)              | D     | Geferson        |
| 4  | Paesi Bassi (bandiera)          | D     | Menno Koch      |
| 5  | Argentina (bandiera)            | C     | Federico Varela |
| 6  | Francia (bandiera)              | C     | Junior Nzila    |
| 7  | Francia (bandiera)              | C     | Yohan Baï       |
| 8  | Irlanda (bandiera)              | A     | Graham Carey    |
| 9  | Ecuador (bandiera)              | A     | Jordy Caicedo   |
| 10 | Bulgaria (bandiera)             | A     | Georgi Jomov    |
| 11 | Bosnia ed Erzegovina (bandiera) | A     | Hamza Čataković |
| 12 | Bulgaria (bandiera)             | P     | Aleks Božev     |
| 14 | Bulgaria (bandiera)             | A     | Kalojan Krăstev |

| N. |                               | Ruolo | Calciatore      |
| -- | ----------------------------- | ----- | --------------- |
| 15 | Francia (bandiera)            | D     | Thibaut Vion    |
| 16 | Bulgaria (bandiera)           | D     | Asen Dončev     |
| 17 | Ghana (bandiera)              | A     | Bismark Charles |
| 18 | Rep. del Congo (bandiera)     | D     | Bradley Mazikou |
| 19 | Bulgaria (bandiera)           | D     | Ivan Turicov    |
| 21 | Rep. Centrafricana (bandiera) | C     | Amos Youga      |
| 23 | Bulgaria (bandiera)           | A     | Ahmed Ahmedov   |
| 24 | Croazia (bandiera)            | C     | Karlo Muhar     |
| 25 | Bulgaria (bandiera)           | P     | Dimităr Evtimov |
| 28 | Bulgaria (bandiera)           | D     | Plamen Gălăbov  |
| 29 | Finlandia (bandiera)          | D     | Thomas Lam      |
| 30 | Paesi Bassi (bandiera)        | A     | Yanic Wildschut |
|    | Estonia (bandiera)            | D     | Karol Mets      |

### Rosa 2020-2021
| N. |                        | Ruolo | Calciatore      |
| -- | ---------------------- | ----- | --------------- |
| 1  | Brasile (bandiera)     | P     | Gustavo Busatto |
| 2  | Paesi Bassi (bandiera) | D     | Jurgen Mattheij |
| 3  | Brasile (bandiera)     | D     | Geferson        |
| 6  | Bulgaria (bandiera)    | A     | Mitko Mitkov    |
| 7  | Brasile (bandiera)     | A     | Henrique        |
| 8  | Irlanda (bandiera)     | C     | Graham Carey    |
| 30 | Ecuador (bandiera)     | A     | Jordy Caicedo   |
| 11 | Bulgaria (bandiera)    | D     | Petăr Zanev     |
| 5  | Argentina (bandiera)   | C     | Federico Varela |
| 14 | Guinea (bandiera)      | A     | Jules Keita     |
| 15 | Francia (bandiera)     | D     | Thibaut Vion    |

| N. |                               | Ruolo | Calciatore       |
| -- | ----------------------------- | ----- | ---------------- |
| 16 | Bulgaria (bandiera)           | D     | Asen Dončev      |
| 18 | Francia (bandiera)            | D     | Bradley Mazikou  |
| 19 | Bulgaria (bandiera)           | D     | Ivan Turicov     |
| 20 | Portogallo (bandiera)         | C     | Tiago Rodrigues  |
| 21 | Rep. Centrafricana (bandiera) | C     | Amos Youga       |
| 23 | Bulgaria (bandiera)           | A     | Ahmed Ahmedov    |
| 25 | Bulgaria (bandiera)           | P     | Dimităr Evtimov  |
| 27 | Bulgaria (bandiera)           | C     | Martin Smolenski |
| 28 | Bulgaria (bandiera)           | D     | Plamen Gălăbov   |
| 30 | Bulgaria (bandiera)           | C     | Georgi Jomov     |
| 17 | Ghana (bandiera)              | A     | Bismarck Charles |

## Rose delle stagioni precedenti
- 2011-2012
- 2002-2003

## Statistiche e record

### Record
Tra il 17 agosto 1996 e il 20 aprile 1997 il CSKA Sofia resta imbattuto per 23 giornate consecutive di campionato, che alla fine verrà vinto dal club con 4 punti di vantaggio sul Neftohimik Burgas. Record eguagliato tra il 10 agosto 2002 e il 5 aprile 2003 quando il CSKA non perde per altre 23 partite di fila tra campionato e Coppa UEFA. Tra il 19 settembre 2004 e il 21 maggio 2005 il CSKA Sofia ottiene 29 risultati utili consecutivi tra campionato, Coppa bulgara e Coppa UEFA. Tra il 18 aprile 2007 e l'8 novembre 2008 è rimasto imbattuto in casa per 29 incontri tra campionato, Coppa UEFA e Supercoppa di Bulgaria. Tra il 18 aprile 2007 e il 26 aprile 2009, per più di due anni, il CSKA Sofia non ha mai perso in casa nella massima divisione bulgara, collezionando 28 successi e 3 pareggi in 31 sfide: l'imbattibilità cadde il 9 maggio nel derby contro il Levski Sofia 0-2, che per coincidenza aveva vinto anche l'ultima partita prima che iniziasse la serie positiva dei rivali, il 7 aprile 2007, col punteggio di 0-1. Da quando la società è retrocessa in terza divisione ha vinto tutte le 16 partite giocate, subendo un solo gol, ovvero alla media di 0,06 a partita; ha inoltre vinto anche le tre partite di Coppa bulgara disputate, subendo un'altra rete.